# Hrîșkî, Zinkiv
Hrîșkî (în ucraineană Гришки) este un sat în comuna Novoselivka din raionul Zinkiv, regiunea Poltava, Ucraina.

## Demografie
Componența lingvistică a localității Hrîșkî
     Ucraineană (91,04%)
     Rusă (5,97%)
     Română (2,99%)
Conform recensământului din 2001, majoritatea populației localității Hrîșkî era vorbitoare de ucraineană (91,04%), existând în minoritate și vorbitori de rusă (5,97%) și română (2,99%).